# Mária híd
A Mária híd (románul: Podul Maria, korábban Podul Traian, Podul Huniade–Hunyadi híd) közúti híd Temesváron, a Béga-csatorna felett. A város nyugati részén található; a Belvárost köti össze a Józsefvárossal.

## Történelem

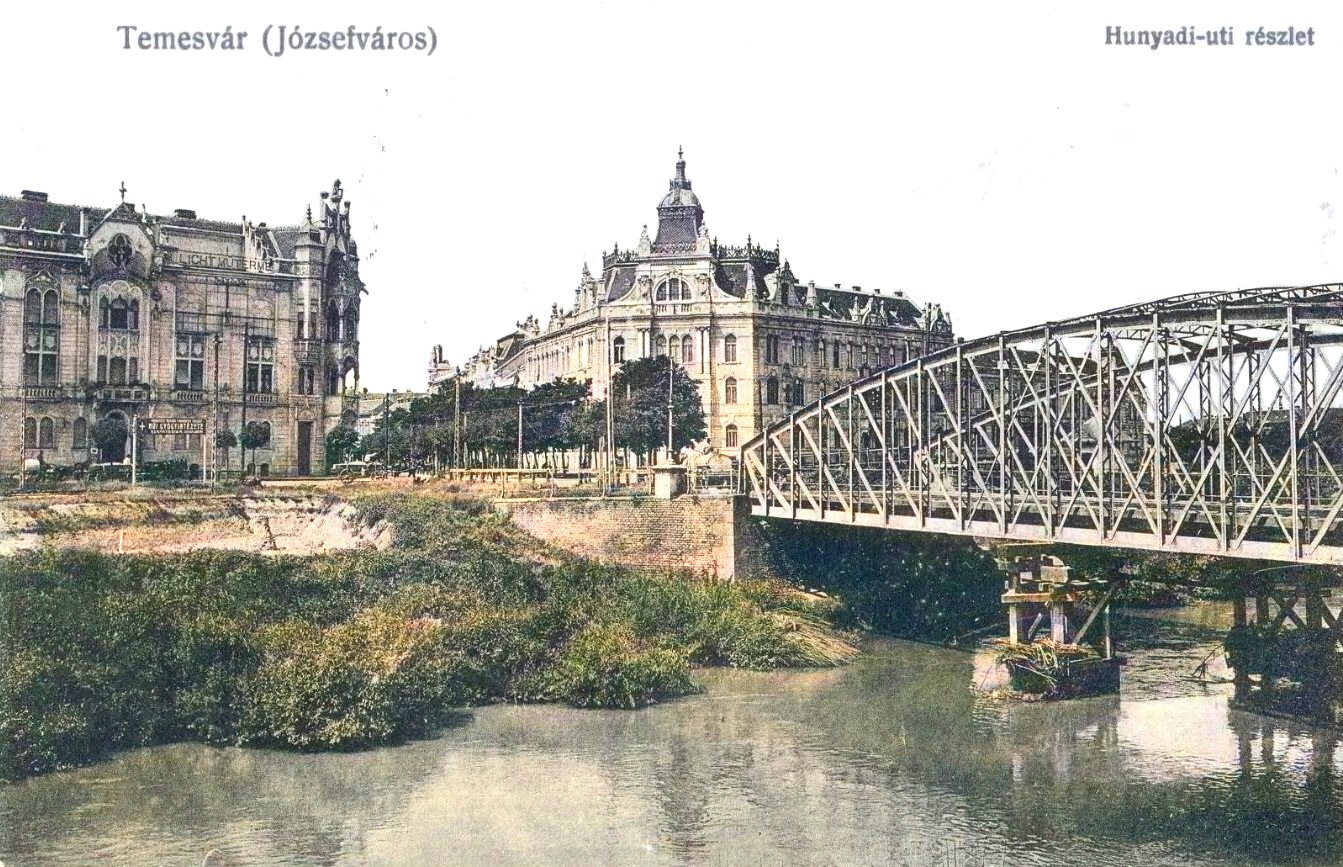
A mai Mária híd elődje 1910 előtt, mely ma Fémhíd néven a csatornán lejjebb áll. Háttérben a Temes–Béga-palota

A jelenlegi híd helyén a 19. században egy fahíd állt, melyet Nagy híd (Große Brücke) néven ismertek. Ez elhasználódott, ezért egy erősebb acélhidat építettek helyette 1870–1871 között. 1899-ben a villamos kiépítése miatt kibővítették; a költségek negyedét a Temesvári Villamos Városi Vasút Rt. állta.
1911-ben elkészültek ifj. Lád Károly mérnök és Wachtel Elemér építész eklektikus–historizáló stílusú tervei egy vasbeton átkelőre. Az építkezés két évvel később kezdődött, és az első világháború miatt csak 1917-re készült el (a villamosforgalomnak 1918-ban adták át); a Wachtel tervezte művészi kiképzések is lemaradtak. Az új Hunyadi híd 40 m-es hosszával és 32,8 m-es támaszközével a legnagyobb volt Temesvár régi hídjai között; az útpálya szélessége 7 m volt. A régi acélhidat a folyón valamivel lejjebb helyezték, ahol Fémhíd (Podul Metalic) néven gyalogoshídként szolgál.
A temesváriak korábban is Mária-hídnak nevezték; a Podul Traian nevet 2017-ben hivatalosan is erre cserélték.